# (6876) Beppeforti
(6876) Beppeforti ist ein Asteroid des inneren Hauptgürtels, der am 5. September 1994 von den italienischen Astronomen Andrea Boattini und Maura Tombelli am Osservatorio Astronomico di Asiago Cima Ekar (IAU-Code 098) des Osservatorio Astrofisico di Asiago auf dem Gipfel des Cima Ekar entdeckt wurde.
Benannt wurde er nach dem italienischen Astronomen Giuseppe Forti (1939–2007), dessen Hauptarbeitsgebiet die Himmelsmechanik war.
Der Himmelskörper gehört der Vesta-Familie an, einer großen Gruppe von Asteroiden, benannt nach (4) Vesta, dem zweitgrößten Asteroiden und drittgrößten Himmelskörper des Hauptgürtels.